# 斯洛比德卡 (新烏希齊亞區)
48°45′12″N 27°17′58″E / 48.75333°N 27.29944°E
斯洛比德卡（烏克蘭語：Слобідка），是烏克蘭西部的村莊，隸屬赫梅利尼茨基州的卡緬涅茨-波多利斯基區。該村始建於1616年，面積2.22平方公里，海拔高度256米，2001年人口548，人口密度每平方公里247.1人。